# Africa Movie Academy Award du meilleur film nigérian
Africa Movie Academy Award du meilleur film nigérian est un mérite annuel décerné par l'Africa Film Academy pour récompenser le meilleur film de Nollywood de l'année. Il a été présenté dans l'édition 2007 en tant que Meilleur film nigérian mais a été renommé en tant que prix Cœur de l'Afrique dans les 4e à 6e éditions.
Depuis la 7e édition, il a de nouveau été rebaptisé Meilleur film nigérian.
| Meilleur film nigérian | Meilleur film nigérian           | Meilleur film nigérian                      | Meilleur film nigérian |
| Year                   | Film                             | Directeur                                   | Resultat               |
| ---------------------- | -------------------------------- | ------------------------------------------- | ---------------------- |
| 2007                   | Sitanda                          | Izu Ojukwu                                  | Lauréat                |
| 2007                   | Apesin                           | Muyiwa Ademola                              | Nomination             |
| 2007                   | The Amazing Grace                | Jeta Amata                                  | Nomination             |
| 2007                   | Abeni                            | Tunde Kelani                                | Nomination             |
| 2008                   | Across the Niger                 | Izu Ojukwu                                  | Lauréat                |
| 2008                   | Checkpoint                       | Bond Emoruwa                                | Nomination             |
| 2008                   | New Jerusalem                    | Ifeanyi Onyeabor                            | Nomination             |
| 2008                   | White Waters                     | Izu Ojukwu                                  | Nomination             |
| 2009                   | Arugba                           | Tunde Kelani                                | Lauréat                |
| 2009                   | Cindy’s Note                     | Izu Ojukwu                                  | Nomination             |
| 2009                   | Beautiful Soul                   | Tchidi Chikere                              | Nomination             |
| 2009                   | State of the Heart               | Kingsley Omoife and Richard Mofe Damijo     | Nomination             |
| 2009                   | Jenifa                           | Muhydeen S. Ayinde                          | Nomination             |
| 2010                   | The Figurine                     | Kunle Afolayan                              | Lauréat                |
| 2010                   | Nnenda                           | Izu Ojukwu                                  | Nomination             |
| 2010                   | Freedom in Chain                 | Bond Emeruwa and Fred Amata                 | Nomination             |
| 2010                   | The Child                        | Izu Ojukwu                                  | Nomination             |
| 2010                   | High Blood Pressure              | Teco Benson                                 | Nomination             |
| 2011                   | Aramotu                          | Niji Akanni                                 | Lauréat                |
| 2011                   | Maami                            | Tunde Kelani                                | Nomination             |
| 2011                   | Tango With Me                    | Mahmood Ali-Balogun                         | Nomination             |
| 2011                   | Inale                            | Jeta Amata                                  | Nomination             |
| 2011                   | A Private Storm                  | Lancelot Oduwa Imasuen and Ikechukwu Onyeka | Nomination             |
| 2012                   | Adesuwa                          | Lancelot Oduwa Imasuen                      | Lauréat                |
| 2012                   | Unwanted Guest                   | Daniel Ademinokan                           | Nomination             |
| 2012                   | Family on Fire                   | Tade Ogidan                                 | Nomination             |
| 2012                   | Phone Swap                       | Kunle Afolayan                              | Nomination             |
| 2012                   | Alero's Symphony                 | Izu Ojukwu                                  | Nomination             |
| 2013                   | Confusion Na Wa                  | Kenneth Gyang                               | Lauréat                |
| 2013                   | Blood and Henna                  | Kenneth Gyang                               | Nomination             |
| 2013                   | Heroes and Zeros                 | Niji Akanni                                 | Nomination             |
| 2013                   | Meeting                          | Mildred Okwo                                | Nomination             |
| 2013                   | The Twin Sword                   | Geofrey Gania                               | Nomination             |
| 2013                   | Kokomma                          | Tom Robson                                  | Nomination             |
| 2013                   | Okoro The Prince                 | Charles Uwagbai                             | Nomination             |
| 2014                   | Accident                         | Teco Benson                                 | Lauréat                |
| 2014                   | Apaye                            | Desmond Elliot                              | Nomination             |
| 2014                   | B for Boy                        | Chika Anadu                                 | Nomination             |
| 2014                   | Murder at Prime Suites           | Eneaji Chris Eneng                          | Nomination             |
| 2014                   | Omo Elemosho                     | Adebayo Tijani                              | Nomination             |
| 2015                   | October 1                        | Kunle Afolayan                              | Lauréat                |
| 2015                   | Invasion 1897                    | Lancelot_Oduwa_Imasuen                      | Nomination             |
| 2015                   | Dazzling Mirage                  | Tunde Kelani                                | Nomination             |
| 2015                   | Iyore                            | Frank Rajah Arase                           | Nomination             |
| 2015                   | A Place in the Stars             | Steve Gukas                                 | Nomination             |
| 2016                   | Dry                              | Stephanie Linus                             | Lauréat                |
| 2016                   | Beyond Blood                     | Greg Odutayo                                | Nomination             |
| 2016                   | Fifty (film) (en)                | Biyi Bandele                                | Nomination             |
| 2016                   | Falling (en)                     | Niyi Akinmolayan                            | Nomination             |
| 2016                   | Missing God                      | Ubaka Joseph Ugochukwu                      | Nomination             |
| 2016                   | O-Town (film)                    | C. J. Obasi                                 | Nomination             |
| 2017                   | '76                              | Izu Ojukwu                                  | Lauréat                |
| 2017                   | The CEO                          | Kunle Afolayan                              | Nomination             |
| 2017                   | 93 Days                          | Steve Gukas                                 | Nomination             |
| 2017                   | Ayamma                           | Chris Eneaji                                | Nomination             |
| 2017                   | Oloibiri (film) (en)             | Curtis Graham                               | Nomination             |
| 2017                   | Green White Green                | Abba Makama                                 | Nomination             |
| 2018                   | Isoken                           | Jadesola Osiberu                            | Lauréat                |
| 2018                   | A Hotel Called Memory            | Akin Omotoso                                | Nomination             |
| 2018                   | Cross Roads                      | Oluseyi Siwoku                              | Nomination             |
| 2018                   | The Lost Cafe                    | Kenneth Gyang                               | Nomination             |
| 2018                   | Icheke Oku                       | Emeka Amakeze                               | Nomination             |
| 2018                   | Ojukokoro                        | Dare Olaitan                                | Nomination             |
| 2018                   | In My Country                    | Frank Rajah Arase                           | Nomination             |
| 2019                   | King of Boys                     | Kemi Adetiba                                | Lauréat                |
| 2019                   | Knock Out Blessing               | Dare Olaitan                                | Nomination             |
| 2019                   | Make Room                        | Robert O. Peters                            | Nomination             |
| 2019                   | Up North (film) (en)             | Tope Oshin                                  | Nomination             |
| 2019                   | Gold Statue                      | Tade Ogidan                                 | Nomination             |
| 2019                   | The Delivery Boy                 | Adekunle Adejuyigbe                         | Nomination             |
| 2019                   | Lara and the Beat                | Tosin Coker                                 | Nomination             |
| 2020                   | The Milkmaid                     | Desmond Ovbiagele                           | Lauréat                |
| 2020                   | Cold Feet                        | Moses Inwang                                | Nomination             |
| 2020                   | Living in Bondage: Breaking Free | Ramsey Nouah                                | Nomination             |
| 2020                   | 4th Republic                     | Ishaya Bako                                 | Nomination             |
| 2020                   | For Maria: Ebun Pataki           | Damilola Orimogunje                         | Nomination             |
| 2020                   | The Bling Lagosians              | Bolanle Austen-Peters                       | Nomination             |
| 2020                   | Coming From Insanity (en)        | Akinyemi Sebastian Akinropo                 | Nomination             |
| 2020                   | The Ghost and The House of Truth | Akin Omotoso                                | Nomination             |
| 2021                   | Eyimofe                          | Arie and Chuko Esiri                        | Lauréat                |
| 2021                   | Rattlesnake: The Ahanna Story    | Ramsey Nouah                                | Nomination             |
| 2021                   | Ayinla                           | Tunde Kelani                                | Nomination             |
| 2021                   | The Citation                     | Kunle Afolayan                              | Nomination             |
| 2021                   | Omo Ghetto: The Saga             | Funke Akindele and JJC Skillz               | Nomination             |
| 2021                   | La Femme Anjola                  | Mildred Okwo                                | Nomination             |
| 2021                   | Collision Course                 | Bolanle Austen-Peters                       | Nomination             |
| 2021                   | Shadow Parties                   | Yemi Amodu                                  | Nomination             |